# Житные Дворы
Житные Дворы — опустевший посёлок в Болховском районе Орловской области. Входит в Гнездиловское сельское поселение. Население 0 человек (2010).

## История
Житные дворы в старину называли строения (житница), "куда ссыпалось хлебное зерно, по мере умолота доставленное с гумна, а льняной двор имел несколько амбаров, где складывались лен, конопля и пряжа" (Забелин, "Быт и нравы русского народа").

## География
Посёлок находится в северной части Орловской области, в лесостепной зоне, в пределах центральной части Среднерусской возвышенности.
Часовой пояс
посёлок Житные Дворы, как и вся Орловская область, находится в часовой зоне МСК (московское время). Смещение применяемого времени относительно UTC составляет +3:00.
Климат
близок к умеренно-холодному, количество осадков является значительным, с осадками в засушливый месяц. Среднегодовая норма осадков — 627 мм. Среднегодовая температура воздуха в Болховском районе — 5,1 ° C.

## Население
| 2010 |
| ---- |
| 0    |

Национальный состав
По данным переписи 2002 года, Всероссийской переписи 2010 году жители в посёлке отсутствуют.

## Инфраструктура
Было развито сельское хозяйство (выращивание и хранение злаков).

## Транспорт
Просёлочные дороги.